# 未進
未進（みしん）とは、近代以前の日本において、年貢・公事・夫役などの賦課された租税を納入しないこと、またその未納物そのものを指す。

## 概要
領主側は当然未進を容認することは無く、当初は「付使」と呼ばれる督促の使者を派遣して納付を促すなどの措置を取るが、それでも埒が明かないと判断された場合には、武力によって納付を強要するか、実際に納付するものが無ければ家財や時には妻子・牛馬を差し押さえた。また、春日社・興福寺領のように神木を田地に立てて神罰・仏罰の威嚇によって心理的に圧力をかけた例もある。なお、中世には未進分に利息が付けられる場合があり、徳政一揆の際にその取消を求められる場合もあった。更に土地が重層的な支配構造になっている場合、一族や在地領主による未進の分を惣領や預所が荘園領主などに立替納付（経替・代納）を行った場合には後者は立替分を前者による債務（借金）とみなして訴訟を起こすことがあった。鎌倉幕府の事例では、御成敗式目第5条に従って3年以内に弁済をしなければその所職を没収する結解法、期限を定めないものの未進額と同額の利息を付ける倍額弁償法、未進者の下地を分割する（下地における所職そのものと未進分を相殺する）下地分与法が存在したことが知られている。
江戸時代には五人組・村請制の制度によって、未進を地域の連帯責任化（村役人らが負担したり、領主への村の債務とする）を図って領主に所定の年貢が入る（皆済（かいさい））ことを優先したが、個々の農民が全く納付しない場合には未進より重い「不納」とみなして土地を没収してその地を村総作としたが、3年以上皆済出来ない（一部に未進を残して地域が負担した）場合には土地を一時的に小作地化して未進分を納付の後に返還した。